# Sakura no ki ni narō
„Sakura no ki ni narō” (jap. 桜の木になろう) – dwudziesty singel japońskiego zespołu AKB48, wydany w Japonii 16 lutego 2011 roku przez You! Be Cool.
Singel został wydany w pięciu edycjach: dwóch regularnych i dwóch limitowanych (Type A, Type B) oraz „teatralnej” (CD). Osiągnął 1 pozycję w rankingu Oricon i pozostał na liście przez 31 tygodni, sprzedał się w nakładzie 1 081 686 egzemplarzy. Singel zdobył status płyty Milion.

## Lista utworów
Wszystkie utwory zostały napisane przez Yasushiego Akimoto.
Type A
| CD  | | | |      |
| Nr  | Tytuł | Kompozycja                                                                                               | Aranżacja                                                                                                | Czas |
| 1.  | „Sakura no ki ni narō” (jap. 桜の木になろう)                                                             | Kensuke Yoko                                                                                             | Yūichi "Masa" Nonaka                                                                                     |      |
| 2.  | „Gūzen no jūjiro” (jap. 偶然の十字路) (Under Girls ver.)                                                 | Shinpei Ogata                                                                                            | Yūichi "Masa" Nonaka                                                                                     |      |
| 3.  | „Kiss made 100 Mile” (jap. キスまで100マイル) (wyk. MINT)                                                | Akio Hayakawa                                                                                            | Nao Harada                                                                                               |      |
| 4.  | „Sakura no ki ni narō” (jap. 桜の木になろう) (off vocal ver.)                                            | Kensuke Yoko                                                                                             | Yūichi "Masa" Nonaka                                                                                     |      |
| 5.  | „Gūzen no jūjiro” (jap. 偶然の十字路) (off vocal ver.)                                                   | Shinpei Ogata                                                                                            | Yūichi "Masa" Nonaka                                                                                     |      |
| 6.  | „Kiss made 100 Mile” (jap. キスまで100マイル) (off vocal ver.)                                           | Akio Hayakawa                                                                                            | Nao Harada                                                                                               |      |
| DVD | | | |      |
| Nr  | Tytuł | Tytuł | Tytuł | Czas |
| 1.  | „Sakura no ki ni narō” (jap. 桜の木になろう) (Music Clip)                                                | „Sakura no ki ni narō” (jap. 桜の木になろう) (Music Clip)                                                | „Sakura no ki ni narō” (jap. 桜の木になろう) (Music Clip)                                                |      |
| 2.  | „Gūzen no jūjiro” (jap. 偶然の十字路) (Music Clip)                                                       | „Gūzen no jūjiro” (jap. 偶然の十字路) (Music Clip)                                                       | „Gūzen no jūjiro” (jap. 偶然の十字路) (Music Clip)                                                       |      |
| 3.  | „Kiss made 100 Mile” (jap. キスまで100マイル) (Music Clip)                                               | „Kiss made 100 Mile” (jap. キスまで100マイル) (Music Clip)                                               | „Kiss made 100 Mile” (jap. キスまで100マイル) (Music Clip)                                               |      |
| 4.  | „Tokuten eizō: Gachi shifuku Fashion Show (Type-A)” (jap. 特典映像 ガチ私服ファッションショー（Type-A）) | „Tokuten eizō: Gachi shifuku Fashion Show (Type-A)” (jap. 特典映像 ガチ私服ファッションショー（Type-A）) | „Tokuten eizō: Gachi shifuku Fashion Show (Type-A)” (jap. 特典映像 ガチ私服ファッションショー（Type-A）) |      |

Type B
| CD  | | | |      |
| Nr  | Tytuł | Kompozycja                                                                                               | Aranżacja                                                                                                | Czas |
| 1.  | „Sakura no ki ni narō” (jap. 桜の木になろう)                                                             | Kensuke Yoko                                                                                             | Yūichi "Masa" Nonaka                                                                                     |      |
| 2.  | „Gūzen no jūjiro” (jap. 偶然の十字路) (Under Girls ver.)                                                 | Shinpei Ogata                                                                                            | Yūichi "Masa" Nonaka                                                                                     |      |
| 3.  | „Area K” (jap. エリアK) (wyk. DIVA)                                                                      | Gajin | Seiji Mutō                                                                                               |      |
| 4.  | „Sakura no ki ni narō” (jap. 桜の木になろう) (off vocal ver.)                                            | Kensuke Yoko                                                                                             | Yūichi "Masa" Nonaka                                                                                     |      |
| 5.  | „Gūzen no jūjiro” (jap. 偶然の十字路) (off vocal ver.)                                                   | Shinpei Ogata                                                                                            | Yūichi "Masa" Nonaka                                                                                     |      |
| 6.  | „Area K” (jap. エリアK) (off vocal ver.)                                                                 | Gajin | Seiji Mutō                                                                                               |      |
| DVD | | | |      |
| Nr  | Tytuł | Tytuł | Tytuł | Czas |
| 1.  | „Sakura no ki ni narō” (jap. 桜の木になろう) (Music Clip)                                                | „Sakura no ki ni narō” (jap. 桜の木になろう) (Music Clip)                                                | „Sakura no ki ni narō” (jap. 桜の木になろう) (Music Clip)                                                |      |
| 2.  | „Gūzen no jūjiro” (jap. 偶然の十字路) (Music Clip)                                                       | „Gūzen no jūjiro” (jap. 偶然の十字路) (Music Clip)                                                       | „Gūzen no jūjiro” (jap. 偶然の十字路) (Music Clip)                                                       |      |
| 3.  | „Area K” (jap. エリアK) (Music Clip)                                                                     | „Area K” (jap. エリアK) (Music Clip)                                                                     | „Area K” (jap. エリアK) (Music Clip)                                                                     |      |
| 4.  | „Tokuten eizō: Gachi shifuku Fashion Show (Type-B)” (jap. 特典映像 ガチ私服ファッションショー（Type-B）) | „Tokuten eizō: Gachi shifuku Fashion Show (Type-B)” (jap. 特典映像 ガチ私服ファッションショー（Type-B）) | „Tokuten eizō: Gachi shifuku Fashion Show (Type-B)” (jap. 特典映像 ガチ私服ファッションショー（Type-B）) |      |

Wer. teatralna
| CD |                                                               |               |                      |      |
| Nr | Tytuł                                                         | Kompozycja    | Aranżacja            | Czas |
| 1. | „Sakura no ki ni narō” (jap. 桜の木になろう)                  | Kensuke Yoko  | Yūichi "Masa" Nonaka |      |
| 2. | „Gūzen no jūjiro” (jap. 偶然の十字路) (Under Girls ver.)      | Shinpei Ogata | Yūichi "Masa" Nonaka |      |
| 3. | „Ōgon Center” (jap. 黄金センター) (wyk. Team Kenkyūsei)       | Takehiko Ida  | Yūichi "Masa" Nonaka |      |
| 4. | „Sakura no ki ni narō” (jap. 桜の木になろう) (off vocal ver.) | Kensuke Yoko  | Yūichi "Masa" Nonaka |      |
| 5. | „Gūzen no jūjiro” (jap. 偶然の十字路) (off vocal ver.)        | Shinpei Ogata | Yūichi "Masa" Nonaka |      |
| 6. | „Ōgon Center” (jap. 黄金センター) (off vocal ver.)            | Takehiko Ida  | Yūichi "Masa" Nonaka |      |

## Skład zespołu
„Sakura no ki ni narō”
- Team A: Atsuko Maeda (środek), Haruna Kojima, Rino Sashihara, Mariko Shinoda, Aki Takajō
- Team K: Tomomi Itano, Yūko Ōshima, Minami Minegishi, Sae Miyazawa
- Team B: Tomomi Kasai, Yuki Kashiwagi, Rie Kitahara, Mayu Watanabe
- Team S: Jurina Matsui, Rena Matsui

„Gūzen no jūjiro”
- Team A: Yui Yokoyama (środek), Aika Ōta, Haruka Nakagawa, Ami Maeda
- Team K: Mayumi Uchida, Ayaka Kikuchi, Moeno Nitō, Reina Fujie
- Team B: Haruka Ishida, Manami Oku, Mika Komori, Sumire Satō, Miho Miyazaki
- Team S: Masana Ōya, Kumi Yagami
- Team KII: Akane Takayanagi, Manatsu Mukaida
- Team E: Kanon Kimoto (środek)

„Kiss made 100 Mile”
- Team A: Atsuko Maeda (środek), Haruka Katayama
- Team K: Moeno Nitō, Sakiko Matsui
- Team B: Tomomi Kasai

„Area K”
- Team A: Misaki Iwasa, Shizuka Ōya, Asuka Kuramochi, Chisato Nakata, Sayaka Nakaya, Natsumi Matsubara
- Team K: Sayaka Akimoto (środek), Ayaka Umeda, Miku Tanabe, Tomomi Nakatsuka, Misato Nonaka, Rumi Yonezawa
- Team B: Kobayashi Kana, Amina Satō, Natsuki Satō, Mariya Suzuki, Rina Chikano, Natsumi Hirajima, Yuka Masuda

„Ōgon Center”
Team Kenkyūsei:
- 9. Generacja: Miyu Takeuchi (środek), Mina Oba, Haruka Shimazaki, Haruka Shimada, Mariya Nagao, Mariko Nakamura, Anna Mori, Suzuran Yamauchi
- 10. Generacja: Maria Abe, Rina Izuta, Miori Ichikawa, Anna Iriyama, Rena Katō, Yuki Kanazawa, Marina Kobayashi, Shiori Nakamata, Nana Fujita
- 11. Generacja: Sara Ushikuba, Rina Kawaei, Natsuki Kojima, Shihori Suzuki, Wakana Natori, Ayaka Morikawa, Nau Yamaguchi

## Notowania
| Lista                                      | Pozycja |
| ------------------------------------------ | ------- |
| Oricon Weekly Singles Chart                | 1       |
| Oricon Yearly Singles Chart                | 5       |
| Billboard Japan Hot 100                    | 1       |
| Billboard Japan Hot Singles Sales          | 1       |
| Billboard Japan Hot Top Airplay            | 4       |
| Billboard Japan Adult Contemporary Airplay | 6       |

## Inne wersje
- Grupa SNH48 wydała własną wersję tej piosenki, pt. „Huà zuò yīnghuā shù” (chn. 化作樱花树), na debiutanckim minialbumie Heavy Rotation w 2013 roku.